# 格来线虫属
格来线虫属（学名：Gnomoxyala）为希阿利线虫科的一个属。

## 下属物种
本属包括以下物种：
- Gnomoxyala spina Lorenzen, 1977